# Фетисова, Людмила Михайловна
Людми́ла Миха́йловна Фети́сова (7 октября 1925, Ступино, Шиловский район, Тульская губерния, РСФСР, СССР — 21 апреля 1962, Москва, СССР) — советская драматическая актриса. Заслуженная артистка РСФСР (1955). В 1949 году была выдвинута на соискание Сталинской премии.

## Биография
Людмила Фетисова родилась 7 октября 1925 года в селе Ступино (ныне Ефремовский район, Тульская область). Окончила Театральное училище имени Б. В. Щукина, педагог Е. А. Меньшова. После окончания училища была принята в труппу ЦАТСА, где служила пятнадцать лет, вплоть до своей смерти. За этот период ею было сыграно более полутора десятков ролей.
Актриса скончалась 21 апреля 1962 года от врождённого, ранее не выявленного тяжёлого сосудистого заболевания. Похоронена в Москве на Новодевичьем кладбище (участок № 3).

## Семья
Муж — Лев Соломонович Таратута (1923—2010), заслуженный юрист России. Урна с прахом захоронена рядом с женой на Новодевичьем кладбище (участок № 3).
Сын — Сергей Таратута (р. 1957), советский и российский поэт, прозаик, актёр.

## Роли в театре
- 1956 — «Фабричная девчонка» А. М. Володина. Постановка Б. А. Львова-Анохина — Женька Шульженко
- «Океан» А. П. Штейна — Лёля
- 1959 — «Барабанщица» А. Д. Салынского — Нила Снижко
- «Давным-давно» А. К. Гладкова — Шура Азарова
- «Глубокие корни» Дж. Э. Гоу и А. д’Юссо — Невви
- «На той стороне» А. А. Барянова — Катя Беляева
- «Степь широкая» Н. Г. Винникова — Вера Березина
- «Закон Ликурга» по «Американской трагедии» Т. Драйзера — Сондра Финчли
- «За вторым фронтом» В. Н. Собко — Таня Егорова
- «Совесть» Ю. П. Чепурина — Юлия
- «Мечты Кинолы» О. де Бальзака — Фаустина
- «Лётчики» Л. Д. Аграновича и С. Д. Листова — Ольга Николаевна
- «До новых встреч» А. К. Гладкова — Люка Шергина
- «Любка-Любовь» З. Н. Дановской — Любка
- «Увидеть вовремя» Л. Г. Зорина — Рина
- «При свете дня» Э. Г. Казакевича — Ольга Нечаева